# Louis A. Wiltz

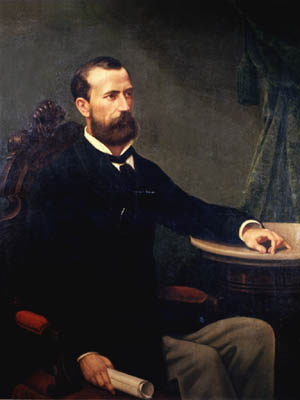
Louis A. Wiltz

Louis Alfred Wiltz (* 21. Januar 1843 in New Orleans, Louisiana; † 16. Oktober 1881 ebenda) war ein US-amerikanischer Politiker (Demokratische Partei) und von 1880 bis 1881 Gouverneur des Bundesstaates Louisiana.

## Frühe Jahre und politischer Aufstieg
Louis Wiltz besuchte die öffentlichen Schulen seiner Heimat. Danach war er für kurze Zeit in einem Geschäft angestellt. Im Jahr 1861 trat er dem Heer der Konföderierte Staaten bei. Dort stieg er bis zum Colonel auf. Er geriet zwischenzeitlich in Kriegsgefangenschaft, wurde aber im Rahmen eines Tausches wieder freigelassen.
Im Jahr 1868 wurde er in das Repräsentantenhaus von Louisiana gewählt, 1872 wurde er als Nachfolger von Benjamin Flanders Bürgermeister von New Orleans. Dann kehrte er 1874 in das Repräsentantenhaus seines Staates zurück, dessen Präsident (Speaker) er 1875 wurde. Zwischen 1877 und 1880 war er als Vizegouverneur von Louisiana Vertreter von Gouverneur Francis T. Nicholls. In dieser Zeit war Wiltz eng mit der korrupten Lotteriegesellschaft des Staates verbunden. Im Jahr 1879 war er Vorsitzender eines Ausschusses zur Überarbeitung der Staatsverfassung. Durch die neue Verfassung wurde eine vorgezogene Gouverneurswahl notwendig, bei der Wiltz zum neuen Gouverneur seines Staates gewählt wurde.

## Gouverneur von Louisiana
Wiltz trat sein neues Amt am 13. Januar 1880 an. In seiner kurzen Amtszeit wurde der Eisenbahnausbau gefördert und ein Gesundheitsprogramm aufgelegt. Außerdem entstanden damals die Ministerien für Landwirtschaft und Einwanderung. Wiltz’ Amtszeit war von Korruptionsaffären überschattet, die auch seine Partei ergriffen hatten. Er selbst profitierte von der Lottogesellschaft. Sein Finanzminister Edward A. Burke veruntreute viel Geld. Später sollte er sich mit 1,2 Millionen Dollar nach Honduras absetzen. Gleichzeitig wurde den Afroamerikanern der Zugang zu den Wahlen erschwert und die Bildung vernachlässigt. Louis Wiltz verstarb am 16. Oktober 1881 an Tuberkulose und sein Vizegouverneur Samuel D. McEnery übernahm das Amt des Gouverneurs. Louis Wiltz war mit Mildred Michaela Bienvenu verheiratet, mit der er sieben Kinder hatte.